# Tchip
Ein Tchip ist ein saugender, phonetischer Laut, der gebildet wird, indem mit der Zunge von innen über die Zähne gefahren wird, während gleichzeitig die Lippen in die andere Richtung bewegt werden. Deswegen ist die englische Bezeichnung dafür to suck your teeth (dt. an seinen Zähnen saugen). Verbreitet ist diese Ausdrucksweise vor allem unter schwarzafrikanischer Bevölkerung bzw. bei Personen entsprechender Abstammung (z. B. in der Karibik und unter den Afroamerikanern). Zum Teil wird er auch von anderen Bevölkerungsgruppen übernommen. Verwendung findet diese Ausdrucksweise, um zu Tadeln oder um Ärger auszudrücken, aber auch wenn Hochachtung gezeigt werden soll.